# دنیاگیری کووید-۱۹ در ایتالیا
دنیاگیری کروناویروس در ایتالیا (انگلیسی: 2020 coronavirus pandemic in Italy) به عنوان بخشی از فرایند دنیاگیری کروناویروس، در روز ۳۱ ژانویه ۲۰۲۰ در ایتالیا مورد تأیید قرار گرفت. منشأ این شیوع دو جهانگرد چینی بودند که تست آن‌ها در شهر رم مثبت اعلام شد. یک هفته بعد، مردی ایتالیایی که از شهر ووهان چین به ایتالیا بازگشته بود، در بیمارستان بستری شده و به عنوان سومین مورد در ایتالیا تأیید شد. به دنبال این ماجرا خوشه‌ای از موارد ابتلا به کووید ۱۹ شناسایی شد. با تأیید ۱۶ مورد ابتلا در ۲۱ فوریه و سپس ۶۰ مورد ابتلای دیگر در ۲۲ فوریه و همچنین اولین مورد فوت در لمباردی، این خوشه آغاز شد.
در ۳۱ ژانویه، دولت ایتالیا همه پروازها به مقصد چین و از مبدأ چین را به حالت تعلیق درآورده و وضعیت را اضطراری اعلام کرد. در ماه فوریه، یازده شهرداری واقع در ایتالیای شمالی، به عنوان مراکز دو خوشه اصلی ایتالیا شناخته شده و تحت قرنطینه قرار گرفتند. ردیابی بیشتر موارد مثبت در سایر مناطق به این دو خوشه منتهی می‌شود. در ابتدای ماه مارس، ویروس در تمام مناطق ایتالیا گسترش یافته‌بود.
در ۶ مارس، دانشکده بیهوشی، کاهش درد، احیا و مراقبت‌های ویژه، توصیه‌های اخلاق پزشکی را دربارهٔ پروتکل‌های تریاژی که ممکن است بکار روند، منتشر کرد.
در ۸ مارس، نخست‌وزیر جوزپه کونته قرنطینه را در تمام لمباردی و ۱۴ استان شمالی دیگر، و در روز بعد در تمام ایتالیا گسترش داده و بیش از ۶۰ میلیون نفر را قرنطینه کرد.
در ۱۱ مارس، کونته تقریباً تمام فعالیت‌های تجاری به جز سوپرمارکت‌ها و داروخانه‌ها را ممنوع اعلام کرد.
در ۱۹ مارس، درگذشتگان ایتالیا به ۳٬۴۰۵ رسید و با گذر از چین، به کشوری با بیشترین تعداد مرگ تأیید شده در جهان تبدیل شد.
در ۲۱ مارس، دولت ایتالیا کلیه مشاغل و صنایع غیر ضروری را تعطیل کرده و بر رفت‌وآمد مردم محدودیت بیشتری را اعمال کرد.
تا ۲۳ مارس، ایتالیا ۲۷۵٬۴۶۸ آزمایش برای ویروس انجام داده بود. در این تاریخ، ایتالیا با ۵۰٬۴۱۸ مورد در جریان (بیش از دو برابر تعداد موارد در جریان هر کشور دیگر)، مرکز جهانی موارد در جریان کرونا ویروس است. با ۶٬۰۷۷ مورد مرگ و ۷٬۴۳۲ مورد بهبودی، تعداد کل موارد تأیید شده ۶۳٬۹۲۷ نفر است.
تا ۲ آوریل، از کل ۱۱۵٬۲۴۲ مورد تأییدشده؛ ۸۳٬۰۴۹ مورد با علائم مثبت، ۱۳٬۹۱۵ مورد مرگ و ۱۸٬۲۷۸ مورد بهبودیافته، گزارش شده‌است. در میان ۸۳٬۰۴۹ مورد مثبت؛ ۵۰٬۴۵۶ نفر در خانه تحت قرنطینه قرار دارند، ۲۸٬۵۴۰ نفر با علائم بیماری در بیمارستان بستری شدند و ۴٬۰۵۳ نفر در بخش مراقبت‌های ویژه می‌باشند.
تا ۱۸ مه، از کل ۲۲۵٬۸۸۶ مورد تأییدشده؛ ۶۶٬۵۵۳ مورد با علائم مثبت، ۳۲٬۰۰۷ مورد مرگ و ۱۲۷٬۳۲۶ مورد بهبودیافته، گزارش شده‌است. در میان ۶۶٬۵۵۳ مورد مثبت؛ ۵۵٬۵۹۷ نفر در خانه تحت قرنطینه قرار دارند، ۱۰٬۲۰۷ نفر با علائم بیماری در بیمارستان بستری شدند و ۷۴۹ نفر در بخش مراقبت‌های ویژه می‌باشند.

## پیش‌زمینه
در ۳۱ دسامبر ۲۰۱۹، کمیسیون بهداشت ووهان، هوبئی، چین، سازمان جهانی بهداشت (WHO) را در مورد خوشه‌ای از موارد سینه‌پهلوی حاد با منشأ ناشناخته در آن استان مطلع کرد. در ۹ ژانویه ۲۰۲۰، مرکز کنترل و پیشگیری از بیماری چین، شناسایی یک کروناویروس جدید (که بعداً به عنوان سارس-کاو-۲ شناخته شد) را اطلاع‌رسانی کرد. در اواخر ژانویه، به دنبال گسترش شیوع کووید ۱۹ در سرزمین اصلی چین، ایتالیا اقدامات غربالگری پیشرفته، از جمله دوربین‌های حرارتی و کادر پزشکی را در فرودگاه لئوناردو دا وینچی-فیومیچینو و فرودگاه میلانو مالپنسا راه‌اندازی کرد.

## گاه‌شمار

### اولین موارد تأیید شده
در ۳۱ ژانویه، دو مورد اول کووید ۱۶ در رم تأیید شد. یک زوج چینی، اصالتاً اهل ووهان، که در ۲۳ ژانویه از طریق فرودگاه میلانو مالپنسا وارد ایتالیا شده بودند، از فرودگاه به ورونا، و سپس به پارما سفر کردند و در ۲۸ ژانویه وارد رم شدند. بعد از ظهر روز بعد، آنها سرفه کردند و عصر همان روز مرد دچار تب شد. این زوج به مؤسسه ملی بیماری‌های عفونی لاتزارو اسپالاتزانی منتقل شده و در آنجا آزمایش سارس-کاو-۲ آنها مثبت شد و در بیمارستان بستری شدند. در ۳۱ ژانویه، دولت ایتالیا همه پروازها به سمت و از چین را به حالت تعلیق درآورد و وضعیت اضطراری اعلام کرد. نخست‌وزیر جوزپه کونته گفت: ایتالیا اولین کشور اتحادیه اروپا بود که این نوع اقدامات پیشگیرانه را انجام داد. دولت همچنین پویشگرهای حرارتی و بررسی دما را برای مسافران بین‌المللی که وارد فرودگاه‌های ایتالیا می‌شوند، لحاظ کرد.
در ۶ فوریه، آزمایش کووید ۱۹ یک ایتالیایی، که از ووهان بازگردانده شده بود مثبت شد و تعداد کل موارد در ایتالیا را به سه مورد رساند.
در ۲۲ فوریه، فرد ایتالیایی که بازگردانده شده بود، بهبود یافت و از بیمارستان مرخص شد. در ۲۲ و ۲۶ فوریه، آزمایش کووید ۱۹ دو گردشگر چینی که قبلاً آلوده بودند، در مؤسسه ملی لازارو اسپالانزانی در رم منفی شد.

### خوشه لمباردی
هنگامی که آزمایش یک ایتالیایی ۳۸ ساله در کودونیو، یکی از کومونههای استان لودی مثبت شد، شیوع بیماری در لمباردی آشکار شد. در ۱۴ فوریه، او احساس ناخوشی کرده و به دکتری در کاستیلیونه دآدا مراجعه کرد. وی برای درمان آنفلوانزا معالجه شد. در ۱۶ فوریه، با وخیم‌تر شدن وضعیت جسمانی، او به بیمارستان کودونیو رفت و از مشکلات تنفسی خبر داد. در ابتدا هیچ شکی به کووید ۱۹ وجود نداشت؛ بنابراین هیچگونه اقدامات احتیاطی بیشتری صورت نگرفت و ویروس قادر به آلوده کردن سایر بیماران و کارکنان بهداشتی بود. در ۱۹ فوریه، همسر بیمار فاش کرد که بیمار با یکی از دوستان ایتالیایی که در تاریخ ۲۱ ژانویه از چین برگشته و متعاقباً آزمایش او منفی شده، ملاقات کرده بود. کمی بعد آزمایش بیمار، همسر باردار او و یکی از دوستان او مثبت شد. در ۲۰ فوریه، سه مورد دیگر، پس از آنکه بیماران علائم سینه‌پهلو را گزارش دادند، تأیید شد. پس از آن، بر روی هر شخصی که احتمالاً با افراد یا نزدیک افراد آلوده تماس داشته، غربالگری و کنترل گسترده‌ای صورت گرفت. متعاقباً گزارش شده که مطابق با تجزیه و تحلیل تبارزایی ژنوم ویروسی، منشأ این موارد احتمالاً با نخستین انتقال محلی اروپایی که در ۱۹ ژانویه در مونیخ آلمان رخ داده، ارتباط دارد. مردی ۳۸ ساله برای هفته‌ها بدون علائم بود. بنا بر گزارش‌ها، زندگی اجتماعی فعال داشته و پیش از انتشار ویروس در بیمارستان کودونیو، به‌طور بالقوه با ده‌ها نفر در تعامل بوده‌است. پس از آن، او به بیمارستان آموزشی سان ماتئو در پاویا، و همسر او به بیمارستان لوئیجی ساکو در میلان منتقل شد.

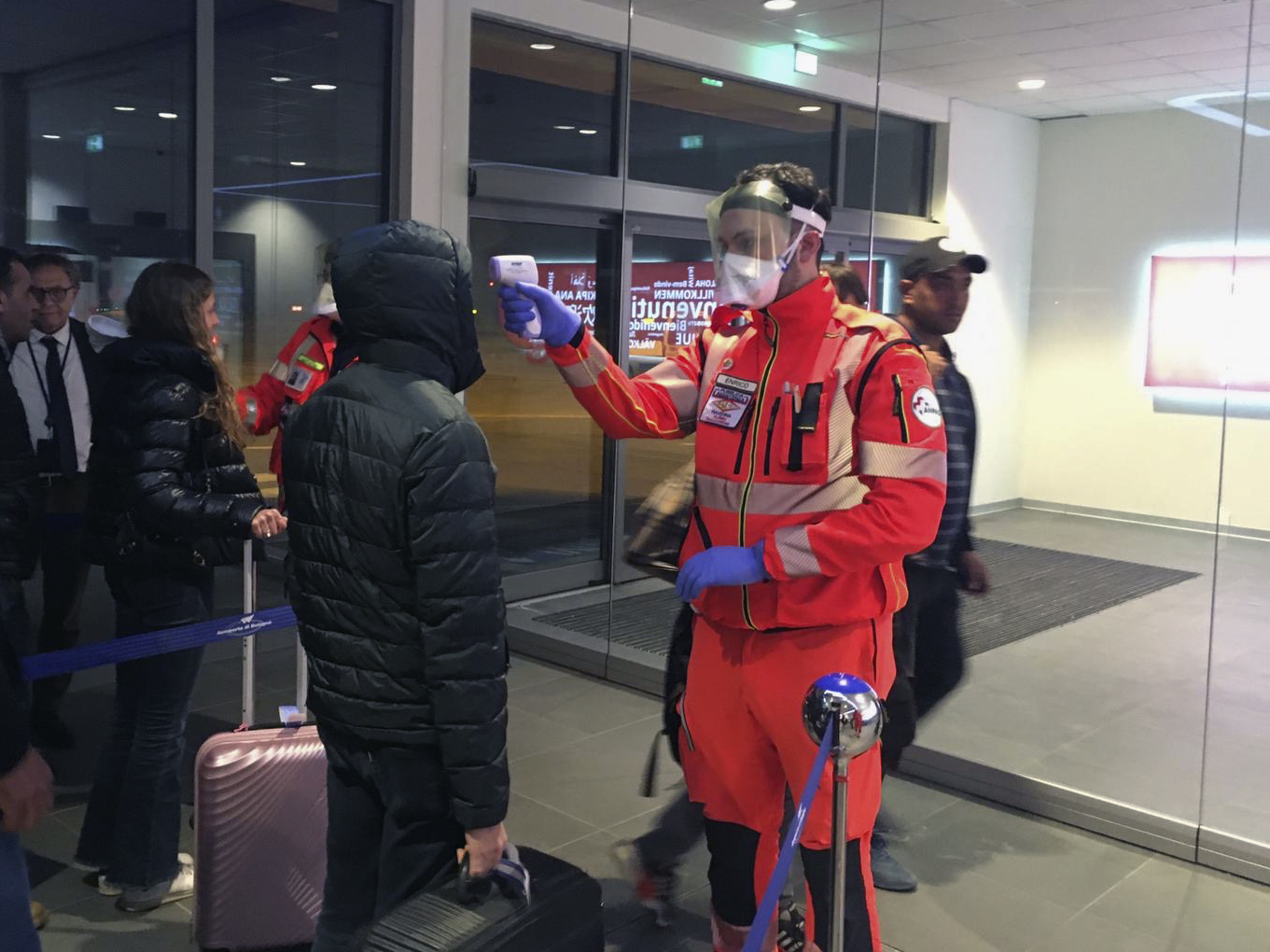
داوطلبان حفاظت مدنی بررسی‌های بهداشتی را در فرودگاه گوگلیلمو مارکونی انجام می‌دهند.

در ۲۱ فوریه، ۱۶ مورد دیگر، ۱۴ مورد در لمباردی، از جمله پزشکی که مرد ۳۸ ساله اهل کودونیو را معالجه کرد، و دو مورد در ونتو تأیید شد. در ۲۲ فوریه، زنی ۷۷ ساله از کاسالپوسترلنگو، که از سینه‌پهلو رنج می‌برد و به همان بخش فوریت‌های پزشکی که مرد ۳۸ ساله اهل کودونیو رفته بود، مراجعه کرده بود، در لومباردی درگذشت. با احتساب مرد ۷۸ ساله‌ای که در ونتو درگذشت، تعداد موارد در ایتالیا به ۷۹ مورد افزایش یافته‌است. از میان ۷۶ مورد تازه کشف شده، ۵۴ مورد در لمباردی (شامل یک بیمار در بیمارستان سان رافائل در میلان و ۸ بیمار در بیمارستان آموزشی سان ماتئو در پاویا)، ۱۷ مورد در ونتو، دو مورد در امیلیا-رومانیا، دو مورد در لاتزیو و یک مورد در پیمونت یافت شده‌است.
در ۲۳ فوریه، یک زن ۶۸ ساله مبتلا به سرطان از ترسکوره کرماسکو، در کرما درگذشت. با احتساب چهارده بیماری که در بیمارستان آموزشی سان ماتئو در پاویا تحت معالجه قرار گرفته‌اند، تعداد موارد در ایتالیا به ۱۵۲ مورد افزایش یافته‌است. در ۲۴ فوریه، مرد ۸۸ ساله‌ای از ویلا د سریو در برگامو که از قبل دارای سابقه بیماری بود، در حالیکه در بیمارستان پاپا جیووانی بیست و سوم بستری بود، درگذشت. مردی ۸۸ ساله از کاسله لندی، که در کودونیو سکونت داشت، در همان روز درگذشت. یک مرد ۸۰ ساله از کاستیلیونه دآدا در بیمارستان لوئیجی ساکو در میلان درگذشت. وی پیش از این به دلیل سکته قلبی در لودی، در بیمارستان بستری بود و پس از آنکه آزمایش مثبت او تأیید شد به میلان منتقل شد. یک مرد ۶۲ ساله از کاستیلیونه دآدا که از قبل دارای سابقه بیماری بود، در بیمارستان سنت آنا در کومو درگذشت. فرماندار لمباردی آتیلیو فونتانا، اعلام کرد که تعداد موارد لمباردی به ۱۷۲ مورد افزایش یافته و در کل ۲۲۹ مورد در ایتالیا تأیید شده‌است. در ۲۵ فوریه، یک مرد ۸۴ ساله از نمبرو، یک مرد ۹۱ ساله از سن فیورانو و یک زن ۸۳ ساله از کودنیو، در اثر عوارض ناشی از عفونت‌ها فوت کردند.
با گسترش بیماری در استان‌های پیاچنزا، پارما، مودنا و ریمینی، تعداد موارد در امیلیا-رومانیا به ۲۳ مورد افزایش یافته‌است. تمام آنها با خوشه لمباردی در ارتباط بودند. مورد جدیدی که با شیوع در لمباردی مرتبط بود، هنگامی که آزمایش یک زن ۶۰ ساله از برگامو مثبت شده و در بیمارستان چرولو بستری شد، در پالرمو، سیسیل تأیید شد. آزمایش یک مرد ۴۹ ساله که قبلاً از کودونیو بازدید کرده بود، در پشا، توسکانی مثبت شد. مقامات لیگوریا تأیید کردند که آزمایش یک خانم توریست ۷۲ ساله از کاستیلیونه دآدا، در حالیکه در هتلی در الاسیو اقامت داشت، مثبت شد. این زن در بیمارستانی در جنوآ تحت معالجه قرار گرفت. در همان روز، مورد دوم در لیگوریا تأیید شد. مردی ۵۴ ساله که برای کار به کودونیو مراجعه کرده و آزمایش او در لا اسپتزیا مثبت شد. در ۲۶ فوریه، مردی ۶۹ ساله اهل لودی که از قبل دارای سابقه بیماری بود، در امیلیا-رومانیا درگذشت. آزمایش سارس-کاو-۲ شهردار بورگونووو وال تیدونه، پیترو ماتزوکی، مثبت شد و به‌صورت داوطلبانه در خانه قرنطینه شد.

### خوشه ونتو

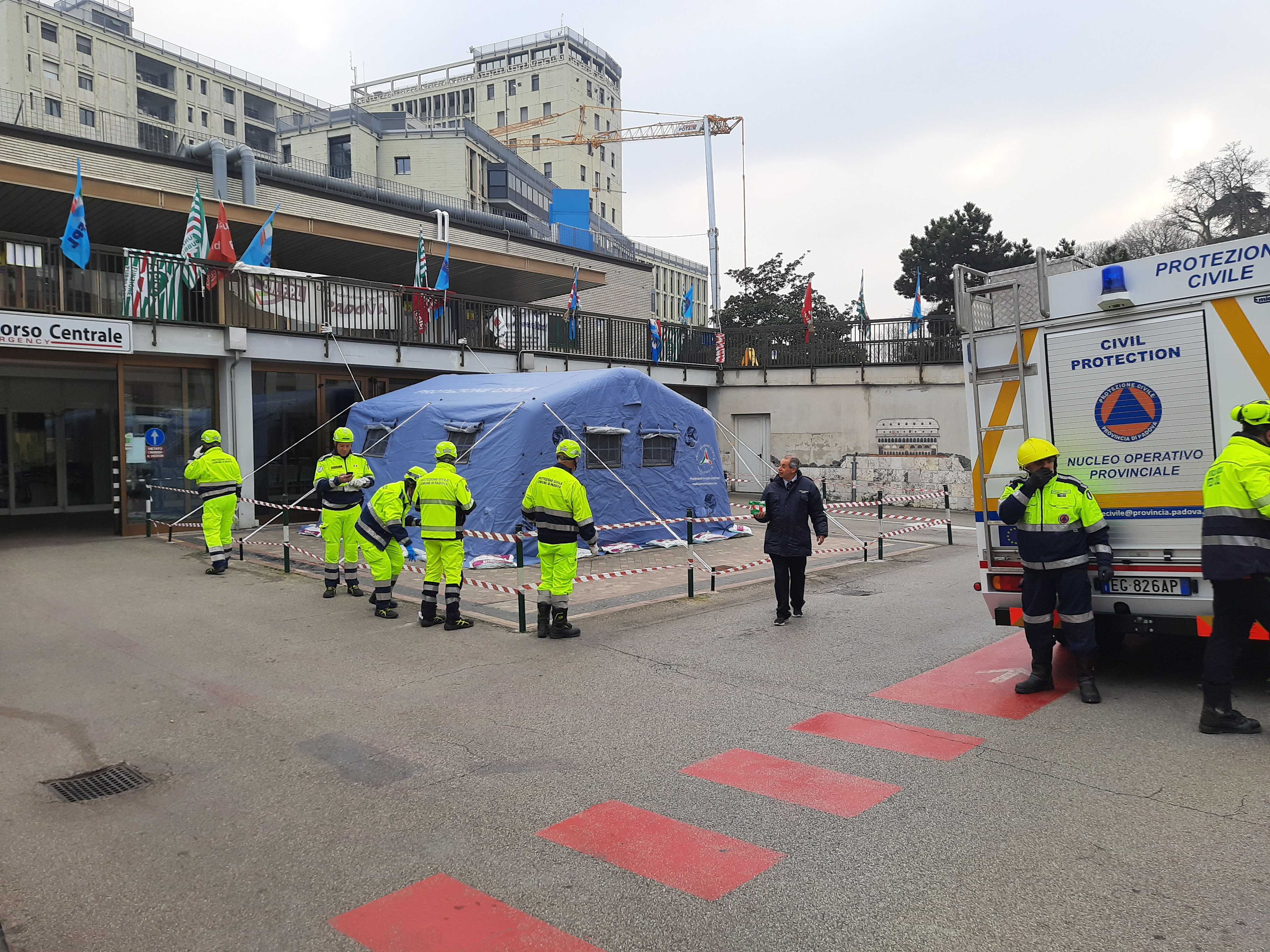
مرکز کمک‌های اولیه حفاظت مدنی در پادووا

یک خوشه ثانویه از عفونت‌ها که در ابتدا تصور می‌شد نتیجه آلوده شدن یک کشاورز هنگام بازدید از منبع اولیه در کودونیو است، در منطقه ونتو واقع شد. کشاورز مورد آزمایش قرار گرفت و روز بعد، آزمایش او منفی اعلام شد.
در ۲۱ فوریه، آزمایش دو نفر در ونتو مثبت شد. روز بعد، یکی از آنها، مردی ۷۸ ساله، در بیمارستان اسکیاوونیا در مونسلیچه درگذشت. او اولین تلفات ناشی از بیماری در ایتالیا است. این مرد در شهرداری وُ زندگی می‌کرد که تحت قرنطینه قرار گرفت.
در ۲۵ فوریه، یک زن ۷۶ ساله از قبل دارای سابقه بیماری بود، در ترویزو درگذشت.
در ۲۶ فوریه، یک مورد اضافی در رابطه با یک فرد خردسال شناسایی شد. آزمایش دختری ۸ ساله که در کودویگو زندگی می‌کرد، مثبت شد.
در ۲۸ فوریه، لوکا زایا، فرماندار ونتو، خاطرنشان کرد که پس از دو مورد اول، وی دستور داده که تمام ۳٬۳۰۰ فرد ساکن در وُ آزمایش شوند. ۱٫۷٪ از ۶٬۸۰۰ گوش پاک‌کن مورد آزمایش، مثبت بود. این مطالعه اپیدمیولوژیک برای تحقیقات شیوع در دانشگاه پادووا استفاده می‌شود.
از ۲۸ فوریه، ۱۵۱ مورد تأیید شده در ونتو وجود داشته که با احتساب این دو تلفات، ۷۰ مورد در شهرداری وُ بوده‌است.
تا ۱۴ مارس، هیچ مورد جدیدی در شهرداری وُ مشاهده نشده‌است.

## مدیریت
در ۳۱ ژانویه، هیئت وزیران ایتالیا، آنجلو بورلی را به عنوان مسئول حفاظت شهری برای مقابله با وضعیت اورژانسی کووید ۱۹ منصوب کرد.

### اقدامات سراسر کشور
در ۱ مارس، شورای وزیران به منظور ساماندهی مهار شیوع بیماری، حکمی را تصویب کرد. در این حکم قلمرو ملی ایتالیا به سه منطقه تقسیم شد:
- منطقه قرمز (متشکل از شهرداری‌های برتونیکو، کاسالپوسترلنگو، کاستلگروندو، کاستیلیونه دآدا، کودونیو، فومبیو، مالئو، سن فیورانو، سومالیا و ترانووا دی پاسرینی در لومباردی، و شهرداری وو در ونتو)، که در آنها کل جمعیت در قرنطینه قرار گرفته‌اند.
- منطقه زرد (متشکل از مناطقی از لومباردی، ونتو، و امیلیا-رومانا) که در آنها رویدادهای اجتماعی و ورزشی به حالت تعلیق درآمده، و مدارس، تئاترها، کلوپ‌ها و سینماها تعطیل شده‌اند.
- بقیه قلمرو ملی، که اقدامات ایمنی و پیشگیری در مکان‌های عمومی تبلیغ می‌شود و ضد عفونی به شکل ویژه در حمل و نقل عمومی انجام می‌گیرد.

در ۴ مارس، دولت ایتالیا تعطیلی کلیه مدارس و دانشگاه‌ها را در قلمرو ملی به مدت دو هفته وضع کرد. در همان روز دولت حکم داد که تمام رویدادهای ورزشی در ایتالیا تا ۳ آوریل در پشت درهای بسته برگزار خواهند شد.

## مناطق تحت قرنطینه
در ۲۲ فوریه، دولت یازده شهر در لمباردی و ونتو را قرنطینه کرد.
| کومونه                  | استان                   | منطقه                   | جمعیت  |
| ----------------------- | ----------------------- | ----------------------- | ------ |
| برتونیکو                | لودی                    | لمباردی                 | ۱٬۱۱۸  |
| کاسالپوسترلنگو          | لودی                    | لمباردی                 | ۱۵٬۲۹۳ |
| کاستل‌گروندو             | لودی                    | لمباردی                 | ۱٬۴۹۸  |
| کاستیلیونه دآدا         | لودی                    | لمباردی                 | ۴٬۶۴۶  |
| کودونیو                 | لودی                    | لمباردی                 | ۱۵٬۹۰۷ |
| فومبیو                  | لودی                    | لمباردی                 | ۲٬۳۱۷  |
| مالئو                   | لودی                    | لمباردی                 | ۳٬۰۹۸  |
| سن فیورانو              | لودی                    | لمباردی                 | ۱٬۸۳۹  |
| سومالیا                 | لودی                    | لمباردی                 | ۳٬۸۳۷  |
| ترانووا دی پاسرینی      | لودی                    | لمباردی                 | ۹۲۷    |
| وُ                       | پادووا                  | ونتو                    | ۳٬۳۰۵  |
| مجموع جمعیت قرنطینه شده | مجموع جمعیت قرنطینه شده | مجموع جمعیت قرنطینه شده | ۵۳٬۷۸۵ |

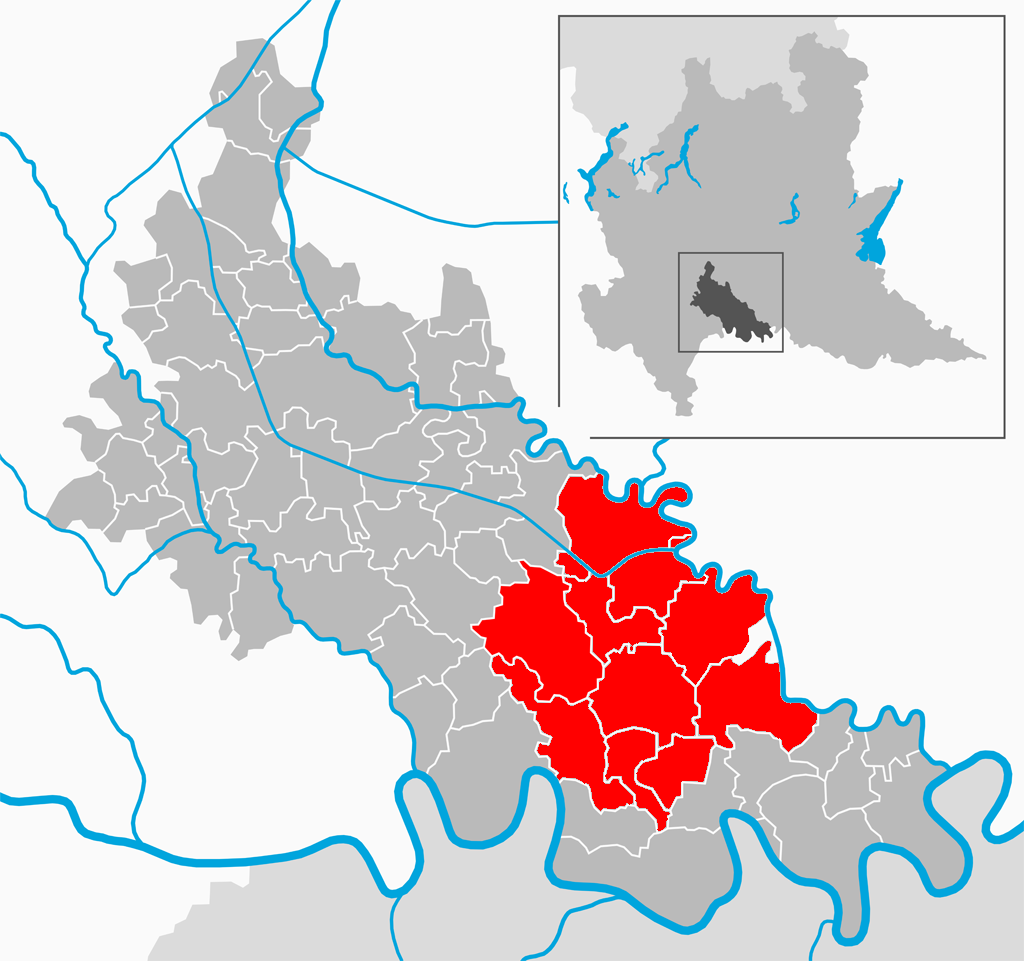
نقشه ده شهرداری لمباردی که از ۲۲ فوریه قرنطینه شده‌اند.

در ۷ مارس، دولت مهیای گسترش منطقه محدود شده به تمام لمباردی، به‌اضافه چهارده استان دیگر در ونتو (۳)، امیلیا-رومانیا (۵)، مارکه (۱) و پیمونت (۵) تا ۳ آوریل شد. این قرنطینه بیش از ۱۶ میلیون نفر، تقریباً یک چهارم کل جمعیت ایتالیا را تحت تأثیر قرار می‌دهد و با تهدید به جریمه، از ورود یا خروج افراد از منطقه به‌جز «برای نیازهای اثبات شده شغلی یا شرایط نیاز یا به دلایل سلامتی»، جلوگیری می‌کند. کشور درون‌بوم سان مارینو که بین دو استان واقع شده، به‌طور مؤثر قرنطینه شده‌است.
| استان                   | منطقه                   | جمعیت      |
| ----------------------- | ----------------------- | ---------- |
| آلساندریا               | پیمونت                  | ۴۲۰٬۰۱۷    |
| آسته                    | پیمونت                  | ۲۱۴٬۳۴۲    |
| برگامو                  | لمباردی                 | ۱٬۱۱۵٬۵۳۶  |
| برشا                    | لمباردی                 | ۱٬۲۶۵٬۹۵۴  |
| کومو                    | لمباردی                 | ۵۹۹٬۲۰۴    |
| کریمونا                 | لمباردی                 | ۳۵۸٬۹۵۵    |
| لکو                     | لمباردی                 | ۳۳۷٬۳۸۰    |
| لودی                    | لمباردی                 | ۲۳۰٬۱۹۸    |
| منتووا                  | لمباردی                 | ۴۱۱٬۹۵۸    |
| میلان                   | لمباردی                 | ۳٬۲۶۳٬۲۰۶  |
| مودنا                   | امیلیا-رومانیا          | ۷۰۵٬۴۲۲    |
| مونتسا و بریانتسا       | لمباردی                 | ۸۷۵٬۷۶۹    |
| نووارا                  | پیمونت                  | ۳۶۸٬۶۰۷    |
| پادووا                  | ونتو                    | ۹۳۸٬۹۵۷    |
| پارما                   | امیلیا-رومانیا          | ۴۵۲٬۰۲۲    |
| پاویا                   | لمباردی                 | ۵۴۵٬۸۸۸    |
| پزارو و اوربینو         | مارکه                   | ۳۵۸٬۸۸۶    |
| پیاچنزا                 | امیلیا-رومانیا          | ۲۸۷٬۱۵۲    |
| رجو امیلیا              | امیلیا-رومانیا          | ۵۳۱٬۸۹۱    |
| ریمینی                  | امیلیا-رومانیا          | ۳۳۹٬۴۳۷    |
| سوندریو                 | لمباردی                 | ۱۸۰٬۸۱۱    |
| ترویزو                  | ونتو                    | ۸۸۸٬۲۹۳    |
| وارزه                   | لمباردی                 | ۸۹۰٬۷۶۸    |
| ونیز                    | ونتو                    | ۸۵۷٬۸۴۱    |
| وربانو-کوزیو-اوسولا     | پیمونت                  | ۱۵۷٬۸۴۴    |
| ورچلی                   | پیمونت                  | ۱۷۰٬۲۹۸    |
| مجموع جمعیت تحت قرنطینه | مجموع جمعیت تحت قرنطینه | ۱۶٬۴۶۶٬۶۳۶ |

استان‌هایی که از ۸ مارس تحت قرنطینه هستند.

در ۹ مارس، نخست‌وزیر کونته اعلام کرد که این قرنطینه به تمام کشور گسترش می‌یابد.

## واکنش‌های خارج از کشور

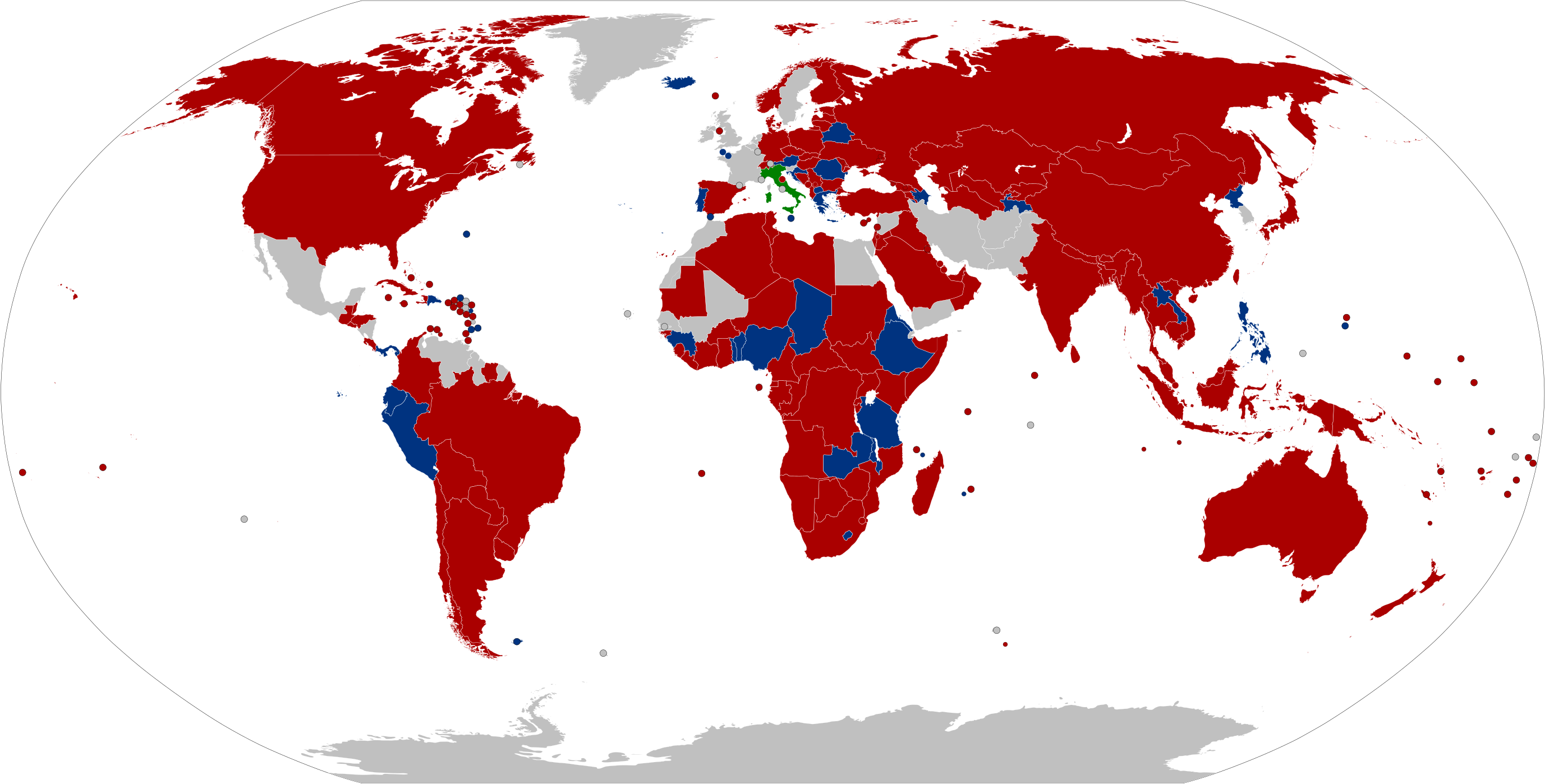
محدودیت سفر از ایتالیا، از تاریخ ۳۱ مارس ۲۰۲۰

در ۲۳ فوریه، اتریش به دلیل موارد مشکوک، همه قطارها به مقصد ایتالیا و از مبدأ ایتالیا را به مدت چند ساعت متوقف کرد. رومانی برای افرادی که از لومباردی و ونتو وارد می‌شوند قرنطینه ایجاد کرد.
در ۲۴ فوریه، یک پرواز آلیتالیا از رم به موریس توسط مقامات محلی در فرودگاه بین‌المللی سر سیوساگور رامگولام مسدود شد و ۲۱۲ مسافر ایتالیایی متحمل قرنطینه یا بازگشت شدند. از ۲۱۲ مسافر، ۱۷۲ نفر مجاز به پیاده شدن بودند، در حالیکه ۴۰ مسافر از لمباردی و ونتو تصمیم به بازگشت به ایتالیا گرفتند. یک اتوبوس بین‌شهری که توسط فلیکس‌باس در مسیر میلان به لیون اداره می‌شد، در ایستگاه گار د لیون-پراش قرنطینه شد تا مسافران آن بتوانند تحت بررسی‌های پزشکی قرار بگیرند.
در ۲۵ فوریه، بریتانیا و مالت به مسافرانی که از ایتالیا می‌آیند توصیه کردند که ۱۴ روز خود را قرنطینه کنند و همچنین به همه شهروندان خود سفارش کردند که به مناطقی از ایتالیا که تحت تأثیر شیوع قرار دارند سفر نکنند. مالت دستگاه‌های اسکن حرارتی را برای نظارت بر ورود مسافرانی که از طریق فرودگاه بین‌المللی مالت وارد می‌شوند، و همچنین مسافرانی که از پایانه قایق دوبدنه ویرتو فریس در مارسا که در ارتباط مستقیم با پوتسالو و کاتانیا در سیسیل بود و مسافرانی که از کشتی‌ها در بندر گراند پیاده می‌شوند، نصب کرد. فرودگاه بین‌المللی پراگ دروازه‌های ورودی ویژه‌ای را برای غربالگری انتخابی مسافرانی که از پروازهای ایتالیا وارد می‌شوند، معرفی کرد. کویت، عراق، اردن و سیشل همه پروازها را به مقصد ایتالیا و از مبدأ ایتالیا متوقف کردند. بلغارستان تا ۲۷ مارس همه پروازها را به مقصد میلان و از مبدأ میلان به حالت تعلیق درآورد. استرالیا، عربستان سعودی، هلند و ایالات متحده مشاوره سفر را به منظور سفر نکردن به مناطقی از ایتالیا که تحت تأثیر شیوع قرار دارند، برای همه شهروندان خود صادر کردند.
دو اتوبوس بین شهری تحت اداره فلیکس‌باس، که یکی از آنها از لیون و از مسیر تورین، عازم رییکا بود، و اتوبوس دیگر که از تورین عازم زاگرب بود، به منظور بررسی سلامتی مسافران، چند ساعت در مرز کرواسی متوقف شدند.
گلدمن ساکس، دیلویت، سیتی‌گروپ، کردیت سوئیس، لازارد، کردیت اگریکول، نامورا هولدینگز، Banque Populaire و بی‌ان‌پی پاریبا از کارمندانی که اخیراً از ایتالیا بازگشته بودند درخواست کردند که حداقل ۱۴ روز از خانه کار کنند و سفر غیر ضروری به ایتالیا را به تعویق انداختند.
در ۲۶ فوریه، پارلمان اروپا کارآموزی را برای ۳۵ کارآموز که آدرس محل اقامت اعلام شده آنها در مناطق تحت تأثیر شیوع کووید ۱۹، از جمله لمباردی، پیمونت، امیلیا-رومانا و ونتو بود، تا ۱ اکتبر به تعویق انداخت. شش دانشگاه آمریکایی — دانشگاه الون، دانشگاه فیرفیلد، دانشگاه بین‌المللی فلوریدا، دانشگاه نیویورک، دانشگاه استنفورد و دانشگاه سیراکیوس — برنامه‌های تحصیل در خارج از کشور در ایتالیا، عمدتاً در فلورانس را به تعویق انداخته یا لغو کردند.
روسیه، اسپانیا و ترکیه به همه شهروندان خود توصیه کردند که به مناطقی از ایتالیا که تحت تأثیر شیوع قرار دارند، سفر نکنند. السالوادور ورود مسافرانی که از ایتالیا وارد می‍شوند را ممنوع کرد.
مدیر اجرایی اتحادیه راگبی ایرلند، فیلیپ براون، مسابقات راگبی قهرمانی شش ملت را بین ایرلند و ایتالیا از ۶ تا ۸ مارس در دوبلین لغو کرد.

### کمک‌های دریافتی
دولت ایتالیا تجهیزات پزشکی را از دستگاه حفاظت مدنی اتحادیه اروپا درخواست کرد و در ۱۱ مارس از واکنش کند سایر کشورهای اروپایی شکایت کرد. نماینده دائم ایتالیا در اتحادیه اروپا، مائوریتسیو ماساری نوشت: «متأسفانه هیچ‌یک از کشورهای عضو اتحادیه اروپا به تماس کمیسیون پاسخ ندادند.»
از اوایل ماه مارس، دولت آلمان صادرات محصولات ضروری برای خدمات درمانی ملی خود را محدود کرد. به توزیع کنندگان ایتالیایی گفته شد که آنها نمی‌توانند با لباس‌های جراحی، ماسک‌های محافظ، عینک، دستگاه تنفس و همچنین ویزور تأمین شوند. فرانسه نیز محدودیت‌های صادراتی مشابهی را وضع کرد و وزیر بهداشت آلمان ینس اشپان از تصمیم آلمان دفاع کرد. در ۱۲ مارس، وزارت آلمان طی حکمی محدودیت صادرات را در موارد اضطراری خاص تعلیق کرد و قول داد که یک میلیون ماسک محافظ را به ایتالیا ارسال کند.
در تاریخ ۱۳ مارس، چین تجهیزات پزشکی، از جمله ماسک و دستگاه تنفس را به همراه تیمی از کارمندان پزشکی چینی به ایتالیا فرستاد. بهای این محصولات و خدمات پرداخت شده بود.
در ۱۷ مارس، معاون وزیر بهداشت، ساندرا زامپا از خرید تعداد زیادی دستگاه تنفس مصنوعی جدید و همچنین واردات یک و نیم میلیون ماسک از آفریقای جنوبی خبر داد.

کادر درمانی بیمارستان سان سالواتوره در پزارو، ایتالیا
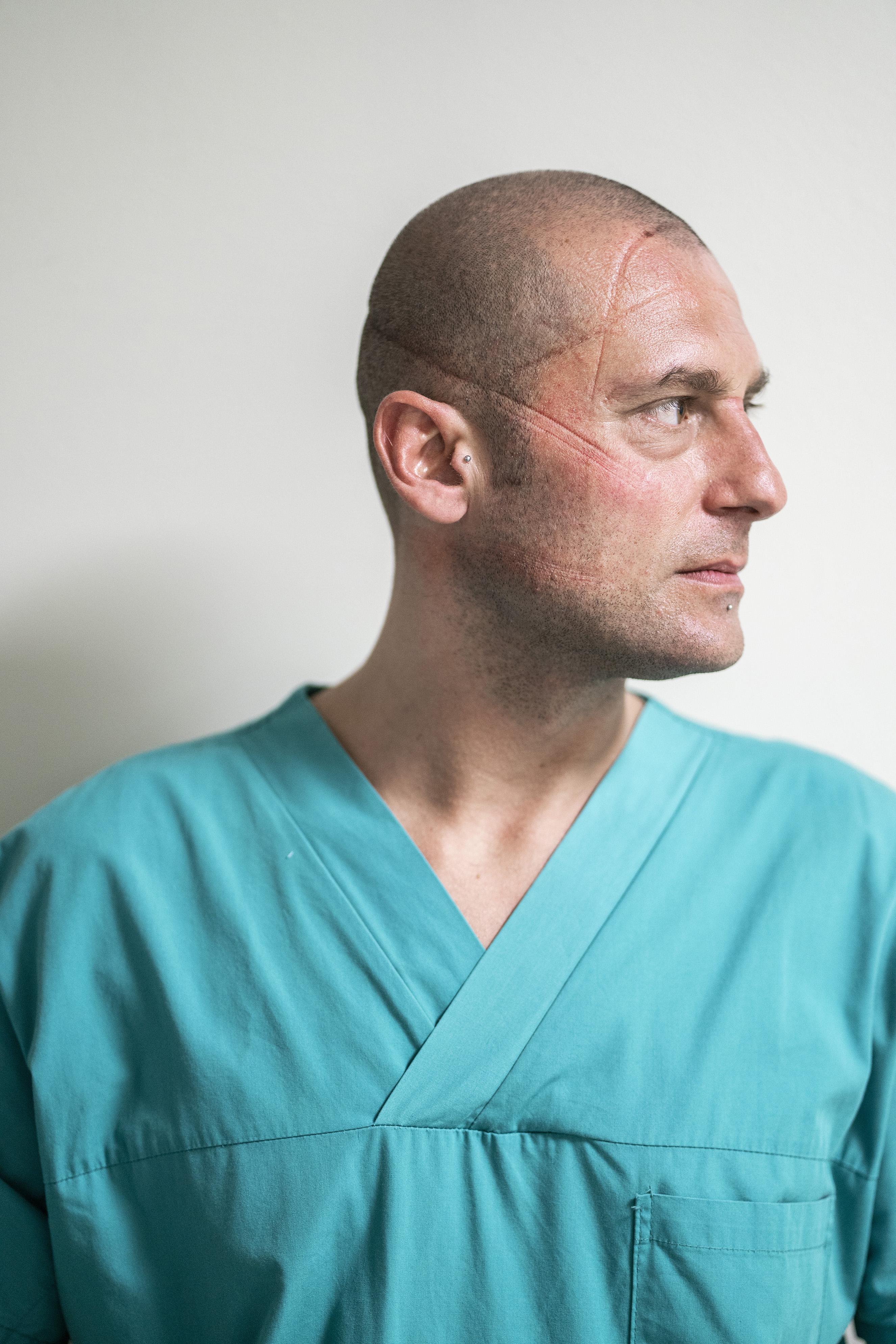
پرستاری مراقبت‌های ویژه
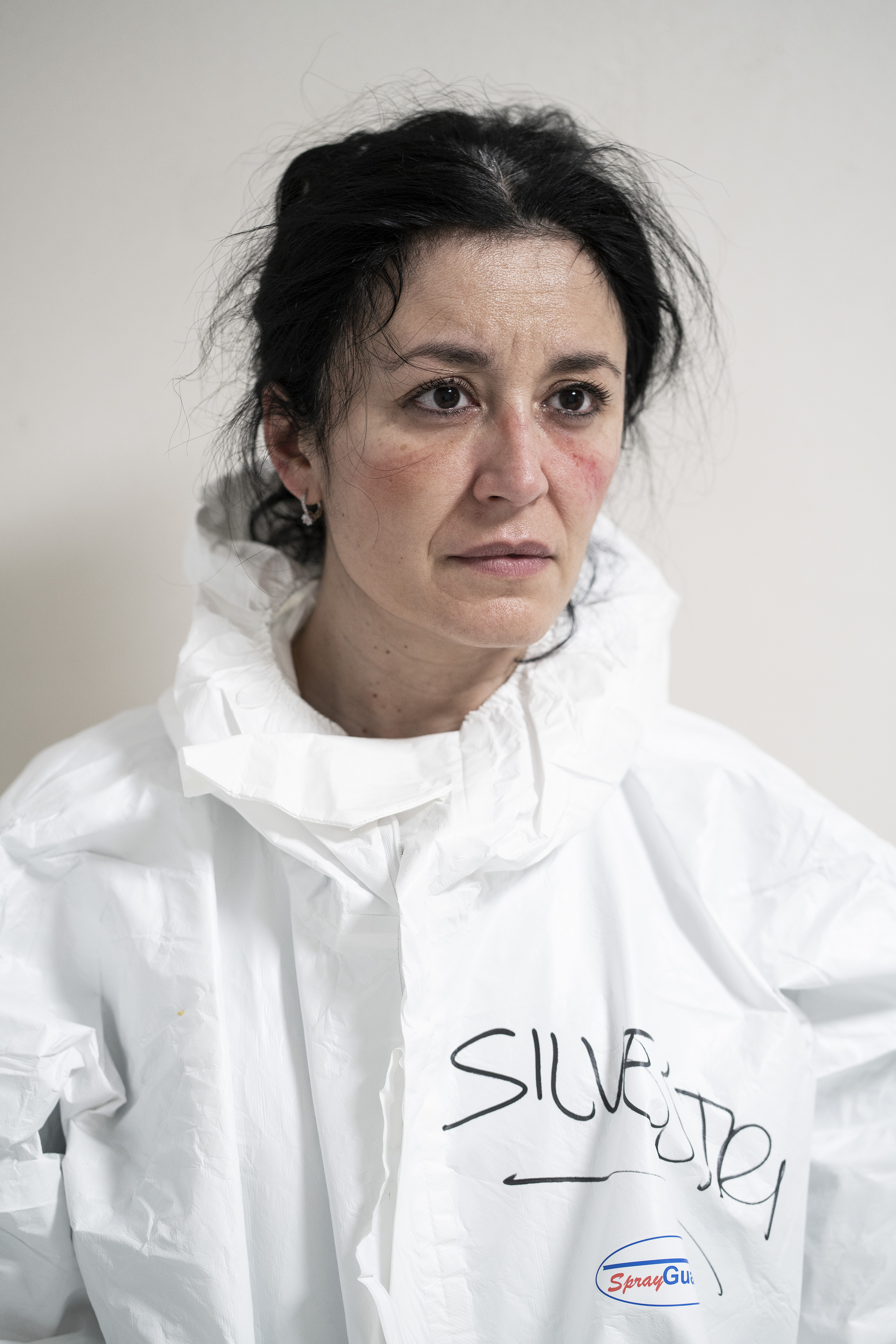
متخصص بیهوشی
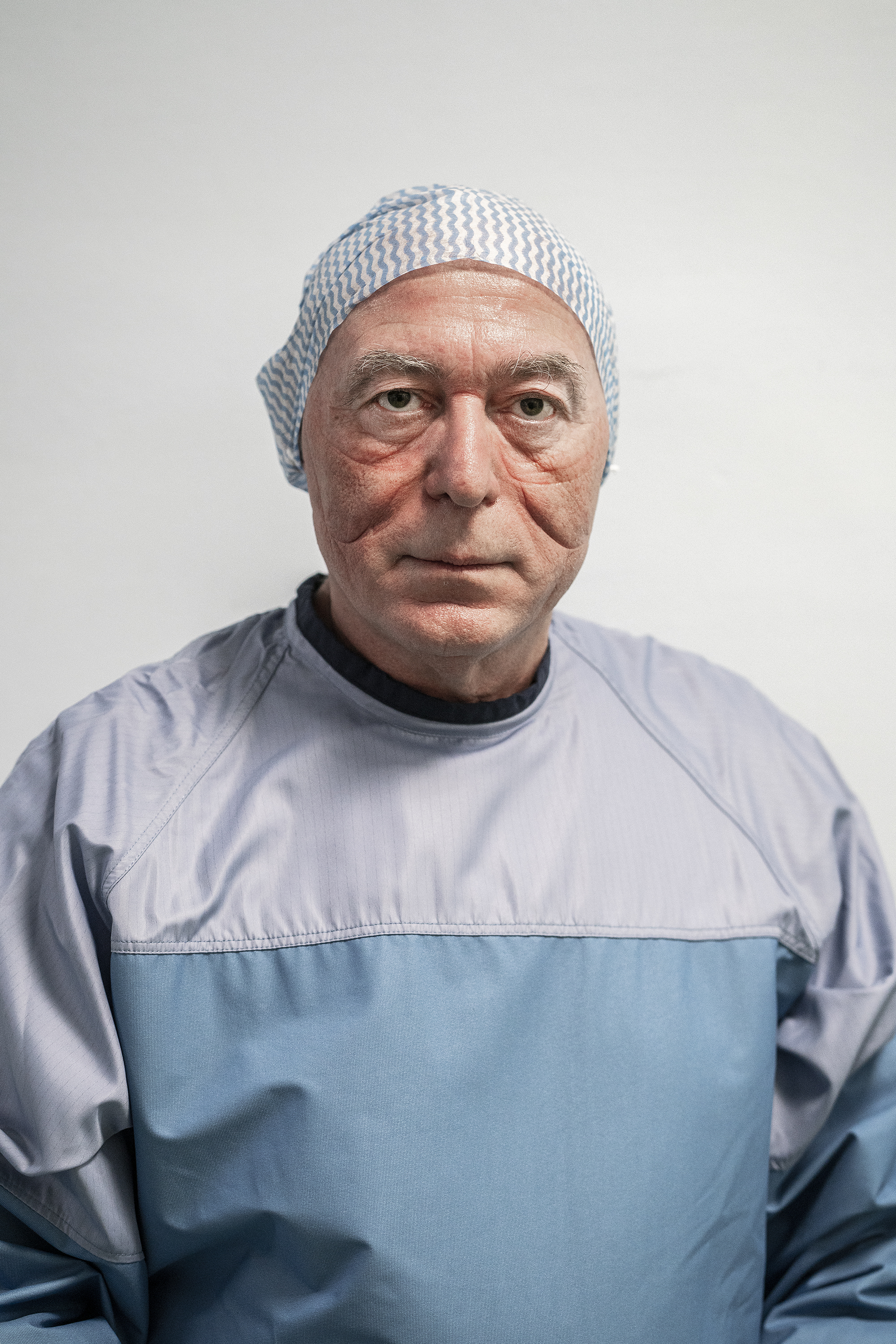
پزشک کمک‌های اولیه
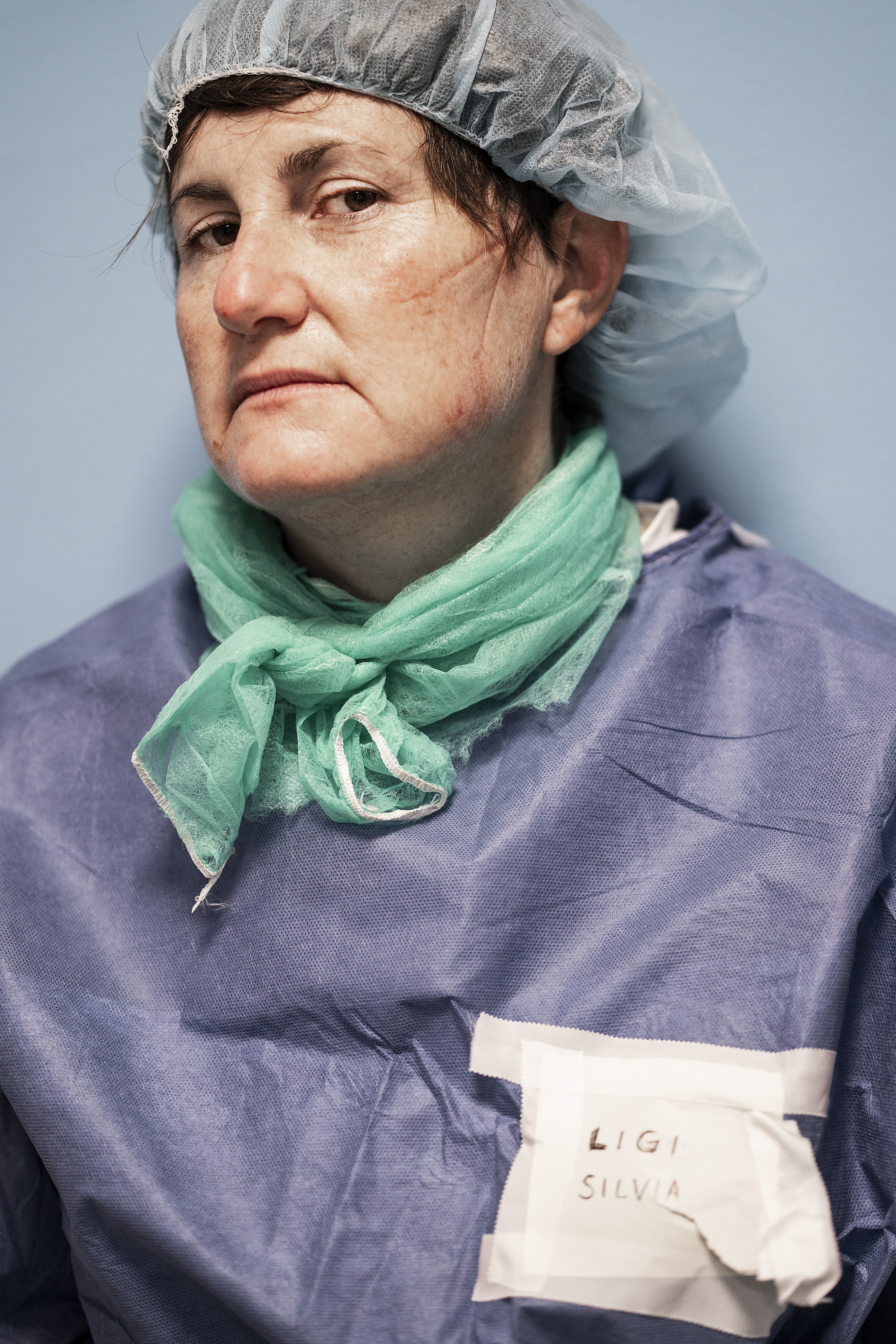
متخصص بیهوشی

## موارد خارجی مرتبط با ایتالیا

کشورها و سرزمین‌هایی با موارد بیماری کروناویروس ۲۰۱۹ که مستقیماً با خوشه ایتالیایی مرتبط هستند.

تعدادی از موارد کووید ۱۹ در سراسر جهان رویت شده که به نظر می‌رسد نتیجه عفونت‌های مرتبط با خوشه‌های بخش شمالی ایتالیا باشد. از ۲ مارس، ۳۰ کشور و سرزمین مواردی را تأیید کرده‌اند که به نظر می‌رسد منشأ آنها ایتالیا بوده باشد.

### آسیا
ارمنستان –
ارمنستان تأیید کرد که سه مورد در ۱۲ مارس از ایتالیا وارد شده‌اند.
جمهوری آذربایجان -
در ۱۱ مارس، آزمایش کروناویروس یک دانش آموز متولد سال ۱۹۹۷ پس از ابتلا به تب در ایتالیا، مثبت شد.
بنگلادش –
در ۸ مارس، بنگلادش اولین موارد خود را تأیید کرد. دو نفر از آن‌ها بنگلادشی هستند که از ایتالیا بازگشته‌اند و دیگری از اعضاء خانواده یکی از دو نفری است که بازگشته‌است.
هند –
در ۲ مارس، دهلی نو پایتخت هند اولین پرونده خود را تأیید کرد، یک تبعه هندی که از ایتالیا بازگشته بود. سپس در همان روز، آزمایش دوم یک توریست ایتالیایی که به جایپور، راجستان وارد شده و در ۲۹ فوریه آزمایش اول او منفی شده بود، مثبت شد. در ۳ مارس، آزمایش همسر او نیز مثبت شد. در ۴ مارس، نتیجه آزمایش ۱۴ توریست ایتالیایی دیگر که در یک مکان قرنطینه در دهلی نگهداری می‌شدند، و همچنین راننده هندی آنها، مثبت اعلام شد. آزمایش یک کارمند پای‌تی‌ام در گورگان، که از تعطیلات در ایتالیا برگشته بود نیز مثبت شد. در ۸ مارس، آزمایش پنج عضو یک خانواده در کرالا آزمایش شد. سه نفر از آنها از ایتالیا بازگشته بودند.
اسرائیل –
در ۲۷ فوریه، اسرائیل تأیید کرد که آزمایش مردی که در ۲۳ فوریه از ایتالیا برگشته بود مثبت شد و در مرکز تحقیقات شیبا در تل هشومر بستری شد. در ۲۸ فوریه، آزمایش همسر او نیز مثبت شد.
اردن –
در ۲ مارس، اردن تأیید کرد که آزمایش مردی ۳۰ ساله که دو هفته قبل از ایتالیا برگشته بود مثبت شد، و سایر موارد بالقوه تحت نظر قرار گرفته‌اند.
سرزمین اصلی چین –
در ۱ مارس، چینگ‌تیان، لیشای، چجیانگ اولین مورد وارد شده خود را تأیید کرد. یک زن ۳۱ ساله چینی، که در یک رستوران در برگامو کار کرده بود. در ۲ مارس، هفت مورد وارد شده دیگر در شهرستان چینگتیان تأیید شد که در ارتباط با اولین مورد وارد شده‌است. پکن یک مورد وارد شده در ۳ مارس، چهار مورد در ۵ مارس، سه مورد در ۶ مارس، یک مورد در ۷ مارس و پنج مورد در مارس را گزارش کرد. در ۴ مارس، شهرستان دچینگ (چجیانگ)، هوجا، چجیانگ، دو مورد وارد شده جدید از ایتالیا را تأیید کرد. در ۱۰ مارس، شانگهای دو مورد جدید وارد شده از ایتالیا را تأیید کرد. آنها بومی فوجیان هستند و در ایتالیا کار می‌کنند. چینگ‌دائو، شاندونگ، نیز اولین مورد وارد شده از ایتالیا را تأیید کرد. در ۱۱ مارس، ژنگژو، استان هنان، اولین مورد وارد شده که در ایتالیا باقی می‌ماند را تأیید کرد. در ۱۲ مارس، شانگهای یک مورد وارد شده دیگر را تأیید کرد. در ۱۳ مارس، شانگهای چهار مورد وارد شده دیگر را تأیید کرد. در ۱۴ مارس، شانگهای یک مورد واردشده دیگر را تأیید کرد. در همان روز پکن نیز یک مورد وارد شده دیگر، که از ایتالیا بود را تأیید کرد. در ۱۵ مارس، پکن دو مورد وارد شده دیگر را تأیید کرد. شانگهای نیز در همان روز یک مورد وارد شده دیگر را تأیید کرد. در ۱۶ مارس، شانگهای و گوانگشی یک مورد وارداتی دیگر را از ایتالیا، به‌صورت جداگانه تأیید کردند.
مالزی –
در ۲۸ فوریه، مالزی تأیید کرد که آزمایش یک ایتالیایی ۵۴ ساله که با یک مالزیایی ازدواج کرده بودمثبت شده و در بیمارستان سونگای بولو بستری شد. وی از ۱۵ تا ۲۱ فوریه برای کار در ایتالیا بود.
مالدیو –
اولین موارد مالدیو دو نفر از کارکنان در جزیره کرودو بودند که این بیماری را از یک توریست ایتالیایی که به ایتالیا برگشته، و آزمایش او در آنجا مثبت شده، گرفتند.
عمان –
مورد بیماری که به میلان سفر کرده بود، ثبت شد.
عربستان سعودی –
در ۱۴ مارس، عربستان سعودی ۱۷ مورد جدید، از جمله برخی از شهروندان که اخیراً به ایتالیا سفر کرده بودند را اعلام کرد.
سنگاپور –
مورد ۱۳۶ به ایتالیا سفر کرده بود.
کره جنوبی –
در ۲۸ فوریه کره جنوبی تأیید کرد که یک مرد ۳۸ ساله که ساکن گوآنجین است و از ۱۹ تا ۲۴ فوریه میلان بوده، در مرکز پزشکی سئول بستری شده‌است.
سری لانکا –
سری‌لانکا نیز مانند مالدیو، در مجاورت گروهی از جهانگردان آلوده ایتالیایی که در بازدید از جزیره، این بیماری را به یک راهنمای تور ۵۲ ساله منتقل کردند، دچار ویروس شد.
تایلند –
در ۵ مارس، تایلند اعلام کرد که موارد ۴۴ و ۴۵ تأیید شده، یک ایتالیایی ۲۹ ساله و تایلندی ۴۲ ساله هستند که در ۲ مارس از ایتالیا وارد تایلند شدند. هر دو مورد در استان چونبوری پذیرفته شدند.
امارات متحده عربی –
در ۲۸ فوریه، نتیجه آزمایش دو نفر از کارکنان ایتالیایی تور امارات، یک رویداد دوچرخه سواری، مثبت اعلام شد.
ویتنام -
مورد ۱۷ به ایتالیا (همچنین فرانسه و انگلیس)، سفر کرده بود.

### آفریقا
الجزایر –
در ۲۵ فوریه، الجزایر اولین مورد خود را تأیید کرد. یک مرد ایتالیایی از برتونیکو، لومباردی که در ۱۷ فوریه وارد این کشور شد.
آفریقای مرکزی –
در ۱۴ مارس، وزیر بهداشت آفریقای مرکزی، نخستین مورد تأیید شده در این کشور را اعلام کرد. یک شهروند ۷۴ ساله ایتالیایی که از میلان آمده بود.
ساحل عاج –
روز سه‌شنبه ۱۰ مارس، ساحل عاج نخستین مورد خود را تأیید کرد. یک مرد ۴۵ ساله ساحل عاجی که در ایتالیا اقامت داشته‌است.
مراکش –
در تاریخ ۲ مارس، وزارت بهداشت مراکش اولین مورد خود را گزارش داد. مردی که در ایتالیا زندگی کرده بود.
نیجریه –
در ۲۸ فوریه، نیجریه اولین مورد خود را تأیید کرد. مردی ایتالیایی که در بیمارستان آموزشی دانشگاه لاگوس آزمایش او مثبت شد و در بیمارستان بیماری‌های عفونی در یابا، لاگوس تحت معالجه قرار گرفت. وی در ۲۵ فوریه برای ملاقات کاری مختصری از میلان به نیجریه وارد شده و در روز بعد بیمار شده بود.
سنگال –
در ۱۲ مارس تأیید کرد که پنجمین مورد شناسایی شده آنها یک تبعه سنگالی است که در ۶ مارس از ایتالیا بازگشت.
سیشل –
در ۱۴ مارس دو مورد اول خود را تأیید کرد. هر دو افرادی بودند که با شخصی در ایتالیا که آزمایش مثبت داشته، در تماس بوده‌اند.
آفریقای جنوبی –
تأیید کرد که هفت مورد اول آنها، ساکنین آفریقای جنوبی بودند که از ایتالیا بازگشته بودند.
تونس –
تونس اولین مورد خود را در ۲ مارس تأیید کرده و این بیمار را به عنوان یک تونسی که از ایتالیا بازگشته بود، شناسایی کرد.

### آمریکا[پ]
آرژانتین –
در تاریخ ۳ مارس، آرژانتین اولین مورد خود را تأیید کرد. مرد ۴۳ ساله‌ای که دو روز قبل از سفری که شمال ایتالیا نیز بخشی از آن بود، وارد آرژانتین شد.
بولیوی –
آزمایش دو نفر که از ایتالیا به بولیوی بازگشتند، مثبت شده بود.
برزیل –
در ۲۵ فوریه، برزیل اولین مورد خود را تأیید کرد. یک مرد ۶۱ ساله اهل سائو پائولو که مابین ۹ تا ۲۱ فوریه به لمباردی سفر کرده بود. او علائم خفیفی را نشان داد و در خانه قرنطینه شد.
کانادا –
موارد ۲۱ و ۲۷ در انتاریو کسانی بودند که به ایتالیا سفر کرده بودند.
شیلی –
در ۵ مارس، شیلی مورد سوم را تأیید کرد. یک مرد ۵۶ ساله که به اروپا سفر کرد و از بخش شمالی ایتالیا دیدن کرد.
کلمبیا –
اولین مورد در کلمبیا مربوط به شخصی که به میلان سفر کرده بود، در ماه مارس تأیید شد.
کوبا –
در ۱۱ مارس، گردشگران ایتالیایی ویروس را به کشور دیگری وارد کردند. با تأیید کوبا سه گردشگر ایتالیایی که این بیماری را در ترینیداد داشتند، شناسایی شدند.
جمهوری دومینیکن –
در ۱ مارس، مقامات جمهوری دومینیکن اولین مورد در این کشور را تأیید کردند. توریستی که از ایتالیا آمده‌است.
گواتمالا –
در ۱۳ مارس، آلخاندرو جیاماتی رئیس‌جمهور گواتمالا، اولین مورد این کشور را اعلام کرد. مرد ۲۷ ساله‌ای که از سفر به شمال ایتالیا بازگشت.
مکزیک –
در ۲۸ فوریه، مکزیک دو مورد نخست کووید ۱۹ را تأیید کرد. یک مرد ۳۵ ساله در مکزیکو سیتی و یک مرد ۴۱ ساله در ایالت شمالی سینالوآ، که آزمایش آنها مثبت شده بود، به ترتیب در یک بیمارستان و یک هتل دور از جمع نگهداری شدند. آنها هر دو به برگامو سفر کرده بودند و در اواسط فوریه یک هفته در ایتالیا ماندند.
ایالات متحده آمریکا –
در ۲ مارس، آزمایش ویروس یک فرد بزرگسال از شهرستان گرافتن، نیوهمپشایر مثبت شد. در ۳ مارس، مرکز کنترل و پیشگیری بیماری گزارش داد که احتمالاً این ویروس در شخصی ۴۰ ساله در رود آیلند وجود دارد. در ۷ مارس، آزمایش ویروس زنی ۲۰ ساله از شهرستان سنت لوئیس، میزوری مثبت شد. همه آنها اخیراً به ایتالیا سفر کرده بودند. مواردی در فلوریدا و جورجیا نیز در ارتباط با سفر به ایتالیا گزارش شده‌است.reported.
اروگوئه –
در ۱۳ مارس، اروگوئه چهار مورد اول خود را اعلام کرد. تمام آن افراد بین ۳ تا ۶ مارس از میلان به آنجا رفته بودند.
ونزوئلا –
در ۱۳ مارس، دلسی رودریگز، معاون رئیس‌جمهور ونزوئلا، دو مورد را در این کشور تأیید کرد. یکی از آنها زنی ۴۱ ساله است که از ایالات متحده، ایتالیا و اسپانیا سفر کرده بود.

### اروپا
آلبانی –
در ۹ مارس، آزمایش یک مرد ۵۴ ساله و پسر ۲۸ ساله‌اش که با ماشین از فلورانس به آلبانی سفر کرده بودند، مثبت شد. سه نفر دیگر از خانواده این مردان مشکوک به ویروس بودند. یک آلبانیایی دیگر که برای یک سفر یک روزه به ایتالیا رفته بود، مشکوک است.
آندورا –
در ۲ مارس، آندورا اولین پرونده خود را ثبت کرد. مردی ۲۰ ساله که به میلان رفته بود.
اتریش –
در ۲۵ فوریه، اتریش دو مورد اول خود را تأیید کرد. آزمایش یک مرد ۲۴ ساله و یک زن ۲۴ ساله اهل لمباردی که به زادگاه خود در برگامو رفته بودند، مثبت شد و در یک بیمارستان در اینسبروک، تیرول تحت معالجه قرار گرفتند.
در ۲۷ فوریه، زوجی که آزمایش آنها مثبت بود و دو فرزندشان که علائم بیمار را داشتند، در بیمارستان قیصر- فرانتز جوزف بستری شدند. این خانواده قبلاً تعطیلات خود را در لمباردی سپری کرده بودند. در ۲۸ فوریه، آزمایش یک پسر ۱۵ ساله مثبت شد.
بلژیک –
نه بیمار مبتلا به ویروس از سفر به بخش شمالی ایتالیا بازگشته بودند. بلژیک تأیید کرده‌است که تعداد بسیار بیشتری وجود دارد و ایتالیا منبع بیشتر موارد این کشور است.
بلاروس –
یک مورد که از ایتالیا وارد شده بود تأیید شد.
بوسنی و هرزگوین –
مردی که در ایتالیا مشغول به کار بود، این ویروس را به فرزند خود منتقل کرد.
بلغارستان – در ۸ مارس، بلغارستان دو مورد اول خود را تأیید کرد.
کرواسی –
در ۲۵ فوریه، کرواسی اولین مورد خود را تأیید کرد. مردی ۲۶ ساله که بین ۱۹ تا ۲۱ فوریه در میلان اقامت داشته و در بخش بیماری‌های عفونی بیمارستان آموزشی دکتر فران میهایویچ در زاگرب بستری بود.
در ۲۶ فوریه، آزمایش برادر دوقلوی این مرد مثبت شد و در همان بیمارستان بستری شد. آزمایش یک مرد کروات که در پارما، ایتالیا مشغول به کار بود نیز مثبت شد و در بیمارستانی در رییکا بستری شد.
قبرس –
یکی از دو مورد اول این کشور سابقه سفر به میلان را داشت.
جمهوری چک –
در اول مارس، جمهوری چک سه مورد اول خود را تأیید کرد. از ۸ مارس، ۲۴ مورد از ۳۱ مورد تأیید شده در این کشور پیوندهایی با ایتالیا دارند، این موضوع دولت را به ایجاد قرنطینه اجباری برای همه افرادی که اخیراً سابقه سفر به ایتالیا داشته‌اند سوق می‌دهد.
دانمارک –
در ۲۷ فوریه، دانمارک اولین مورد خود را تأیید کرد. مردی که از اسکی در والمالنکو، سوندریو برگشته بود و در بیمارستان آموزشی شیلند، راسکیله مورد آزمایش قرار گرفت و در خانه قرنطینه شد.
در ۲۸ فوریه، آزمایش مردی که در روز ۱۵ فوریه از اسکی در شمال ایتالیا برگشته بود، در کپنهاگ مثبت شد و در خانه قرنطینه شد.
در ۲۹ فوریه، آزمایش یک کارمند بیمارستان آموزشی آرهوس، که در یک کنفرانس در مونیخ، با یک فرد آلوده از ایتالیا ملاقات کرده بود، مثبت شد. در ۳ مارس، آزمایش ۵ نفر که از بخش شمالی ایتالیا برگشته بودند، مثبت شد.
استونی –
در ۳ مارس، استونی دومین مورد خود را تأیید کرد. بیماری که در ۲۹ فوریه از طریق فرودگاه ریگا از برگامو به آنجا سفر کرده بود. در ۵ مارس آزمایش دو مسافر دیگر استونیایی که با همان پرواز وارد استونی شده بودند و یک نفر که از طریق فرودگاه تالین از برگامو بازگشته بود، مثبت شد.
فنلاند –
در ۲۶ فوریه، فنلاند تأیید کرد که آزمایش یک زن فنلاندی که در میلان بوده و در ۲۲ فوریه به فنلاند بازگشته، در بیمارستان مرکزی دانشگاه هلسینکی، مثبت شد.
در ۲۸ فوریه، آزمایش یک زن فنلاندی که به بخش شمالی ایتالیا سفر کرده بود، در منطقه بیمارستان هلسینکی و اوسیما مثبت شد و در انزوای خانه قرار گرفت.
فرانسه –
در ۲۵ فوریه، فرانسه تأیید کرد که آزمایش مردی ۶۴ ساله از لا بالمه د سیلینیی، که در ۱۵ فوریه از سفر به لومباردی برگشته بود، مثبت شد و در مرکز بیمارستان آنسی-ژنووا در اپانی-متس-تسی تحت معالجه قرار گرفت. آزمایش همسر او نیز شد و در همان بیمارستان بستری شد. در ۲۶ فوریه، آزمایش مردی ۳۶ ساله که چندین بار به لومباردی سفر کرده بود، مثبت شد و در نوول هوپیتال سیویل در استراسبورگ، تحت معالجه قرار گرفت. در ۲۷ فوریه، آزمایش دختر و یکی از دوستان زوجی آلوده از لا بالمه د سیلینیی مثبت اعلام شد. یک مرد ایتالیایی که در مون‌پلیه ساکن بود و به تازگی از ایتالیا بازگشته بود، در بیمارستان آموزشی بستری شد. شخصی که به ایتالیا سفر کرده بود، در بیمارستان بیشا در پاریس پذیرفته شد. در ۲۸ فوریه، آزمایش دو تن از بستگان زوجی آلوده از لا بالمه د سیلینیی مثبت شد. آزمایش یک دانشجوی ۲۳ ساله مد از نیس که به تازگی از میلان بازگشته بود، در بیمارستان مرکزی دانشگاه نیس مثبت شد و در بیمارستان لارشه بستری شد.
آلمان –
در ۲۵ فوریه، آلمان تأیید کرد که آزمایش مردی ۲۵ ساله از گپینگن، بادن-وورتمبرگ، که اخیراً از میلان بازگشته، مثبت بوده و در کلینیک آم آیکرت تحت معالجه قرار گرفت. در ۲۶ فوریه، آزمایش دوست دختر ۲۴ ساله این مرد و پدر ۶۰ ساله او، که از پزشکان ارشد بیمارستان آموزشی توبینگن است، مثبت شد و در همان بیمارستان بستری شدند. آزمایش مردی ۳۲ ساله از روتوایل، بادن-وورتمبرگ، که در ۲۳ فوریه با خانواده خود به کودونیو رفته بود، مثبت شد و برای قرنطینه در بیمارستان بستری شد. در ۲۷ فوریه، بایرن آزمایش مثبت مردی از فرانکن وسطی را، پس از تماس با یک مرد ایتالیایی که آزمایش او نیز بعداً مثبت شد، تأیید کرد. بادن-وورتمبرگ تأیید کرد که آزمایش دو زن و یک مرد به ترتیب از برایگاو-هخشوارتسوالد و فرایبورگ، مثبت شده‌است. آنها با یک شرکت کننده ایتالیایی که آزمایش او در ایتالیا مثبت شد، در نشستی تجاری در مونیخ در تماس بوده‌اند. آزمایش مردی از ببلینگن، که با دوست دختر یک بیمار از گپینگن ارتباط برقرار کرده بود نیز مثبت شد. در ۲۸ فوریه، آزمایش مردی از برایزگائو که به برگامو سفر کرده بود مثبت شد و قرنطینه شد. مردی از راین-نکار در بیمارستان آموزشی هایدلبرگ بستری شد. مردی ۳۲ ساله در هایلبرن، که در ۲۱ فوریه در میلان بود، بیمار شده و در بیمارستان بستری شد.
گرجستان –
در ۲۸ فوریه، گرجستان تأیید کرد که آزمایش یک زن ۳۱ ساله گرجی، که به ایتالیا سفر کرده بود، مثبت شد و در بیمارستان بیماری‌های عفونی در تفلیس بستری شد.
یونان –
در ۲۶ فوریه، یونان اولین مورد خود را تأیید کرد. یک زن ۳۸ ساله از سالونیک که اخیراً به بخش شمالی ایتالیا شمالی رفته بود و در بیمارستان آموزشی آهپا بستری شد. در ۲۷ فوریه، آزمایش کودک ۹ ساله او نیز مثبت شده و در همان بیمارستان بستری شد. آزمایش یک زن ۴۰ ساله اهل آتن که به ایتالیا سفر کرده بود، مثبت شد. در ۲۸ فوریه، آزمایش یک زن ۳۶ ساله اهل آتن که به تازگی به ایتالیا سفر کرده بود، مثبت شد. هر دو در بیمارستان عمومی دانشگاه آتیکون بستری شدند.
مجارستان –
سه مورد از هفت موردی که تاکنون در مجارستان گزارش شده‌اند با ایتالیا در ارتباط هستند.
ایسلند –
در ۲۸ فوریه، ایسلند اولین مورد خود را تأیید کرد. یک مرد ایسلندی ۵۰ ساله که قبلاً در شمال ایتالیا بوده و در لندسپیتالی در ریکیاویک، به‌صورت انفرادی بستری شد. در ۵ مارس، مجموعاً ۳۴ مورد در ایسلند تأیید شده بود که بیشتر آنها موارد وارده شده از ایتالیا است.
ایرلند –
در ۲۷ فوریه، اولین مورد ایرلند توسط مرکز نظارت بر مراقبت بهداشتی تأیید شد. این بیمار مرد به منطقه‌ای آلوده در شمال ایتالیا سفر کرده بود. دومین مورد غیر مرتبط در ۳ مارس تأیید شد. یک زن در بخش شرقی ایرلند، که به ایتالیا سفر کرده بود.
لتونی –
در ۲ مارس، لتونی اولین مورد خود را تأیید کرد. شخصی که در ۲۹ فوریه از میلان به مونیخ و سپس به ریگا سفر کرده بود.
لیتوانی –
در ۲۸ فوریه، لیتوانی اولین مورد خود را تأیید کرد. یک زن ۳۹ ساله که از ورونا وارد کاوناس شد.
لوکزامبورگ –
موارد دوم و چهارم این کشور افرادی بود که به ایتالیا سفر کرده بودند.
مالت –
یک ایتالیایی ۱۲ ساله این عفونت را به مالت وارد کرد.
مولداوی –
در ۷ مارس، مولداوی اولین مورد خود را تأیید کرد. یک زن ۴۸ ساله که از ایتالیا برگشته بود. مولداوی در ۱۱ مارس وجود مورد وارد شده بیماری از ایتالیا را تأیید کرد.
هلند –
در ۲۷ فوریه، هلند اولین مورد خود را تأیید کرد. مردی که در لومباردی به سر می‌برد و در بیمارستان الیزابت-توئیستدن در تیلبورخ بستری شد. در ۲۸ فوریه، زنی از آمستردام که به لمباردی رفته بود در دیمن در خانه قرنطینه شد.
مقدونیه شمالی –
در ۲۶ فوریه، مقدونیه شمالی اولین مورد خود را تأیید کرد. زنی که آزمایش او در کلینیک بیماری‌های عفونی اسکوپیه، مثبت شد. او یک ماه در ایتالیا مانده بود و دو هفته بیمار شده بود. پس از بازگشت به مقدونیه شمالی، بلافاصله به درمانگاه گزارش داد.
نروژ –
در ۲۷ فوریه، نروژ تأیید کرد که دو نفر که آزمایش آنها مثبت بود با شیوع ایتالیا در ارتباط بودند. آنها در اسلو در خانه قرنطینه شدند. در ۲۸ فوریه، آزمایش فردی از برگن و کارمند بیمارستان آموزشی اسلو، اولوال مثبت شد و در خانه قرنطینه شدند. هر دو از بخش شمالی ایتالیا دیدن کرده بودند. در ۶ مارس، انستیتوی بهداشت عمومی نروژ گزارش داد که ۷۹ مورد از ۱۱۳ مورد تأیید شده در نروژ با شیوع در شمال ایتالیا مرتبط بوده‌است.
لهستان –
از پنج مورد اول این کشور دو مورد از ایتالیا، دو مورد از آلمان و یک مورد از انگلیس بود.
پرتغال –
در ۲ مارس، آزمایش دکتری که به شمال ایتالیا سفر کرده بود و در ۲۹ فوریه بیمار شد، در بیمارستان دو سائو جوجو در پورتو مثبت شد. در ۴ مارس، آزمایش مردی ۴۴ ساله که به ایتالیا سفر کرده بود، در همان بیمارستان مثبت شد.
رومانی –
در ۲۶ فوریه، رومانی اولین مورد خود را تأیید کرد. مردی از گورژ که پس از تماس با یک مرد ۷۱ ساله از کاتولیکا ایتالیا، آزمایش او مثبت شد. مرد ایتالیایی از خانواده همسرش دیدار کرد و از ۱۸ تا ۲۲ فوریه چندین جلسه تجاری در رومانی داشت. مرد رومانیایی در مؤسسه ملی بیماری‌های عفونی پروفسور دکتر ماتی بالش در بخارست پذیرفته شد. در ۲۸ فوریه، یک مرد ۴۵ ساله از مارامورش که در ۲۵ فوریه از ایتالیا برگشته بود، در کلینیک بیماری‌های عفونی بستری شد و سپس به کلوژ منتقل شد. یک زن ۳۸ ساله که از برگامو برگشته بود و تست او مثبت بود، در یکی از بیمارستان‌های تیمیشوارا بستری شد. در ۳ مارس، آزمایش مرد ۴۷ ساله‌ای که با زن ۳۸ ساله در همان هواپیما مسافرت کرده بود، مثبت شد و در همان بیمارستان بستری شد. بیشتر موارد تأیید شده در رومانی در ارتباط با ایتالیا است.
روسیه –
در ۲ مارس، یک شهروند روس که از ایتالیا برگشته بود شناسایی شد.
سان مارینو –
در ۲۷ فوریه، سان مارینو اولین مورد خود را تأیید کرد. مرد ۸۸ ساله‌ای که از قبل دارای سابقه بیماری بوده و در بیمارستان ریمینی بستری بود.
صربستان –
در ۶ مارس، صربستان اولین موزد خود را ثبت کرد. مردی ۴۳ ساله که به بوداپست و ایتالیا رفته بود. حداقل یک مورد دیگر در ایتالیا بوده‌است.
اسلواکی –
مردی بدون علائم بیماری، که بین ۱۴ تا ۱۵ فوریه به ونیز سفر کرده بود، ویروس را به پدر و همسرش انتقال داده‌است.
اسلوونی –
بسیاری از موارد اسلوونیایی، از جمله مورد اول این کشور، با ایتالیا مرتبط هستند.
اسپانیا –
در ۲۴ فوریه، آزمایش یک پزشک ۶۹ ساله از لمباردی که از ۱۷ فوریه در تنریف استراحت کرده بود، در بیمارستان آموزشی نوئسترا سنیورا د کاندلاریا مثبت شد. آزمایش یک مرد ۲۵ ساله که در حال بازگشت از تعطیلات در ایتالیا بود نیز در آستوریاس مثبت بود. در ۲۵ فوریه، آزمایش همسر پزشکی از لمباردی مثبت شد و در همان بیمارستان که شوهرش تحت مداوا بود بستری شد. آزمایش یک زن ۳۶ ساله ایتالیایی که ساکن بارسلون بود و از ۱۲ تا ۲۲ فوریه از برگامو و میلان بازدید کرده بود نیز مثبت شد. آزمایش مردی از ویارئال که اخیراً به میلان سفر کرده بود، مثبت شد و در بیمارستان اونیورسیتاریو د لا پلانا بستری شد. آزمایش یک مرد ۲۴ ساله از مادرید، که به تازگی از شمال ایتالیا برگشته بود، مثبت شد و در بیمارستان کارلوس سوم بستری شد. در ۲۶ فوریه، آزمایش دو گردشگر ایتالیایی که به همراه پزشک لمباردی و همسرش در تعطیلات بودند نیز مثبت بود. این گروه به بیمارستان آموزشی نوئسترا سنیورا د کاندلاریا منتقل شدند و تحت قرنطینه قرار گرفتند. آزمایش مردی ۲۲ ساله اهل بارسلونا که بین ۲۲ تا ۲۵ فوریه به میلان سفر کرده بود مثبت شد و در کلنیک بیمارستان بستری شد. آزمایش زنی از لا گومرا که بین ۴ و ۸ فوریه به ایتالیا سفر کرده بود، مثبت شد و در بیمارستان ژنرال د لا گومرا در تنریف بستری شد. در ۲۷ فوریه، آزمایش مردی ۴۴ ساله از والنسیا که به عنوان نویسنده ورزشی مشغول به کار بود و در ۱۹ فوریه برای تماشای یک بازی فوتبال به ورزشگاه سیرو میلان سفر کرده بود، مثبت شد و در کلینیک بیمارستان آموزشی والنسیا بستری شد. آزمایش دو نفر دیگر که با آنها ارتباط برقرار کرده بودند نیز مثبت شد و در همان بیمارستان بستری شدند. دو نفر دیگر که از همان بازی فوتبال در میلان دیدن کرده بودند، در همان مکان بستری شدند. زنی که به میلان سفر کرده بود، در بیمارستان د ساگونتو، والنسیا بستری شد. یک دانشجوی ایتالیایی که در والنسیا تحصیل می‌کرد و از بخش شمالی ایتالیا بازدید کرده بود، در بیمارستان آموزشی دکتر پِسِت بستری شد. یک زن ۲۲ ساله از تنریف که از ۱۹ تا ۲۵ فوریه به ایتالیا سفر کرده بود، در کلنیک بیمارستان بستری شد. یک دانشجوی ۱۸ ساله ایتالیایی که در دانشگاه IE، سگوبیا مشغول به تحصیل بود و به تازگی از میلان بازگشته بود، در بیمارستان جنرال د سگوویا بستری شد. در ۲۸ فوریه، آزمایش مردی ۲۷ ساله از آراگون با سابقه سفرهای اخیر به میلان مثبت شد.
سوئد –
در ۲۶ فوریه، سوئد تأیید کرد که مردی ۳۰ ساله که قبلاً از شمال ایتالیا دیدن کرده بود، سه روز پس از بازگشت به سوئد بیمار شد و در بیمارستان آموزشی سالگرینسکا در یوتبری بستری شد. در ۲۷ فوریه، آزمایش سه بیمار ۳۰ ساله در وسترا یوتلاند مثبت شد. در ۲۸ فوریه، آزمایش مردی ۵۰ ساله که در ۲۴ فوریه از ایتالیا برگشته بود مثبت شد و در بیمارستان یونشوپینگ بستری شد.
سوئیس –
در ۲۵ فوریه، سوئیس اولین مورد خود را تأیید کرد. مرد ۷۰ ساله‌ای در کانتون تیچینو که قبلاً به میلان سفر کرده بود. در ۲۷ فوریه، آزمایش یک کارمند ۲۸ ساله IT از ژنو، که به تازگی از میلان بازگشته بود، مثبت شد و در بیمارستان آموزشی ژنو بستری شد. آزمایش دو کودک ایتالیایی در تعطیلات در کانتون گراوبوندن مثبت شد و در بیمارستان بستری شدند. آزمایش یک مرد ۲۶ ساله در کانتون آرگاو، که هفته قبل در یک سفر کاری از ورونا بازدید کرده بود، مثبت شد و در بیمارستان بستری شد. یک زن ۳۰ ساله که به میلان سفر کرده بود، در یکی از بیمارستان‌های زوریخ بستری شد. آزمایش یک زن جوان که به میلان سفر کرده بود در شهر بازل مثبت شد. او در ریان در یک مرکز مراقبت از کودکان کار می‌کرد و پس از تأیید آزمایش، کودکان در مهدکودک در یک قرنطینه دو هفته‌ای قرار گرفتند. در ۲۸ فوریه، آزمایش شریک زندگی او، یک مرد ۲۳ ساله، نیز در روستای بازل مثبت شد. در ۲۹ فوریه، آزمایش مادر آن مرد نیز مثبت شد. در ۲۸ فوریه، آزمایش یک مرد ۴۵ ساله که به میلان سفر کرده بود در زوریخ مثبت شد.
اوکراین –
در ۳ مارس، اوکراین نخستین مورد خود را در چرنیوتسی تأیید کرد. مردی که از ایتالیا با هواپیما به شهر سوچه‌آوا در رومانی و سپس از آنجا همراه همسرش با ماشین به اوکراین سفر کرده بود.
بریتانیا –
در ۲۷ فوریه، بریتانیا تأیید کرد که آزمایش بیماری که به میلان رفته بود مثبت بوده و در بیمارستان سلطنتی رایگان در لندن بستری شده‌است. ایرلند شمالی اولین مورد خود را گزارش داد. یک بزرگسال که از بخش شمالی ایتالیا از مسیر دوبلین سفر کرده بود و در بیمارستان رویال ویکتوریا در بلفاست بستری بود. در ۲۸ فوریه، ولز اولین مورد خود را گزارش داد. بیماری که از بخش شمالی ایتالیا برگشته بود، در بخش ویژه‌ای در انگلیس تحت معالجه قرار گرفت.

### اقیانوسیه
نیوزیلند –
در ۴ مارس، وزارت بهداشت نیوزلند دومین مورد خود را تأیید کرد. زنی ۳۰ ساله که از شمال ایتالیا به آوکلند بازگشت.